# Jiří Liška (režisér)
Jiří Liška (* 19. října 1992 Brno) je český režisér, herec a loutkář, absolvent brněnské JAMU.

## Život
Již ve 13 letech založil divadelní soubor Jednorožec. Nazkoušel s dětmi loutkové představení Překažené plány. S touto pohádkou se zúčastnili festivalu v brněnských Lužánkách, kde dostal své první ocenění za režijní počin.
V roce 2001 byl vybrán do filmu Byla láska do hlavní role Tomáše, který prožívá začátek války v pohraničí. Film natočený Jurajem Deákem vysílala ČT na jaře roku 2002.
V roce 2006 nacvičil se svými spolužáky další pohádku Čert to nikdy nemá lehké, a opět se zúčastnili festivalu v SVČ v Brně – Lužánkách. Za toto představení dostal Jiří hlavní cenu za režii. V tom samém roce se zúčastnil soutěže Kouzelný svět loutek v Chomutově. Za loutku draka Kabrahára získal ocenění Divadla rozmanitostí Most za dobrou a vhodně zvolenou technologii loutky, umožňující skvělou animaci.
Po nástupu na gymnázium v Moravském Krumlově založil divadelní soubor EĎAS. Soubor zaštítila ředitelka Mgr. Dagmar Holá a pod vedením Mgr. Dany Růžičkové mohl Jiří rozvíjet své režisérské, dramaturgické i scénografické schopnosti s loutkou i bez ní.
Po maturitě souběžně s EĎASem založil divadelní soubor Hlavy v emigraci, se kterým nastudoval představení Macbeth, král, které se hrálo v prostorách zámku a na náměstí v Moravském Krumlově, na návsi obce Vedrovice a v jeskyni Výpustek u Křtin.
V jeskyni Výpustek se zapojil do příprav a realizace akcí Pohádková jeskyně (ke dni dětí) a Ďábelský Výpustek (na Mikuláše). Tato spolupráce stále trvá. Zatím poslední akcí byla hra pro všechny průvodce jeskyní Moravského krasu Průvodče, nezlob se.
Po maturitě ho vedly kroky na Vyšší odbornou školu, obor informační služby a knihovnictví. V této době si našel brigádu jako osvětlovač – štychař v brněnském Divadle Husa na provázku. Zde se mohl vzdělávat a vstřebávat nové informace a podněty po boku zkušených kolegů, známých herců (např. Miroslav Donutil, Jiří Pecha, Jan Zadražil) i režisérů (Vladimír Morávek, J. A. Pitínský).
V roce 2015 byl přijat na JAMU v Brně, obor činoherní režie. Ukončením bakalářského studia bylo představení izraelského autora Yehezkela Lazarova Iglú, se kterým se absolventi zúčastnili mezinárodního festivalu „European Young theatre Groups Competition 2018“ v italském Spoletu, který vyhráli. Za tento úspěch získal Jiří 30. září 2019 Cenu rektora JAMU 2019.
V hodnocení bakalářské práce, kterou zakončil tříleté bakalářské studium, napsal vedoucí písemné bakalářské práce prof. PhDr. Miroslav Plešák mimo jiné: „Sympatickou lidskou vlastností Jiřího Lišky je skromnost a pokora před svěřeným uměleckým dílem.“
Jako asistent režie se zúčastnil stáží v divadlech Divadlo Husa na provázku v Brně, Divadlo Drak v Hradci Králové a Horácké divadlo v Jihlavě. V navazujícím magisterském studiu také nastudoval na JAMU rozhlasovou hru Bertolta Brechta Let přes oceán, kterou převedl do divadelní podoby. V roce 2020 ukončil studium na JAMU absolventským představením Velký Gatsby, které uvádí Divadlo na Orlí od února 2020.

## Dílo

### Dětský divadelní soubor Jednorožec
1. Překažené plány – autorská pohádka, ocenění CVČ Lužánky za samostatný režijní počin.
2. Čert to nikdy nemá lehké – ocenění CVČ Lužánky za režii

### EĎAS – experimentální divadelní amatérský soubor
1. V. Peška a Jaroslav Wykrent: Převýborná historie o benátském kupci aneb kabaret věkem zaprášený, leč navýsost aktuální
2. Strašidlo cantervillské – autorská adaptace novely Oscara Wilde, cena za herecký výkon
3. B. Joseph – Luňáková: Panoptikum Obutý pes
4. J. B. Thomas: Charleyova teta
5. David Drábek: Sherlock Holmes: Vraždy vousatých žen
6. Johann Nepomuk Nestroy: Lumpacivagabundus

### Hlavy v emigraci
1. Macbeth, král – autorská úprava Shakespearovy hry

### JAMU
1. C. Székely: Jsou to zvířata
2. J. Zýka: Sestry
3. W. Shakespeare: Ze sna – úprava Shakespearovy hry
4. Y. Lazarov: Iglú – vítězství na mezinárodním festivalu „European Young theatre Groups Competition 2018“ v italském Spoletu
5. B. Brecht: Let přes oceán
6. R. Kricheldorf podle F. S. Fitzgeralda: Velký Gatsby

PROFESIONÁLNÍ TVORBA
1. Čik: jízda tvýho života; Divadlo Šumperk
2. Rychlebské pohádky; Divadlo Šumperk
3. Hrnečku, vař! Divadlo Šumperk
4. Velkolepá expedice Emila Holuba, Horácké divadlo Jihlava
5. Uneste mě, prosím, Malé divadlo České Budějovice
6. Poklad Vikingů, Divadlo Tramtárie Olomouc
7. Kytice, Umělecká agentura ŠLUS
8. Dnešek je jistě nesmírný zázrak, Umělecká agentura ŠLUS